# Hol (Norwegen)
Hol ist eine Kommune im norwegischen Fylke Buskerud. Die Kommune hat 4527 Einwohner (Stand: 1. Januar 2025). Verwaltungssitz ist der gleichnamige Ort Hol, größter Ort ist Geilo.

## Geografie

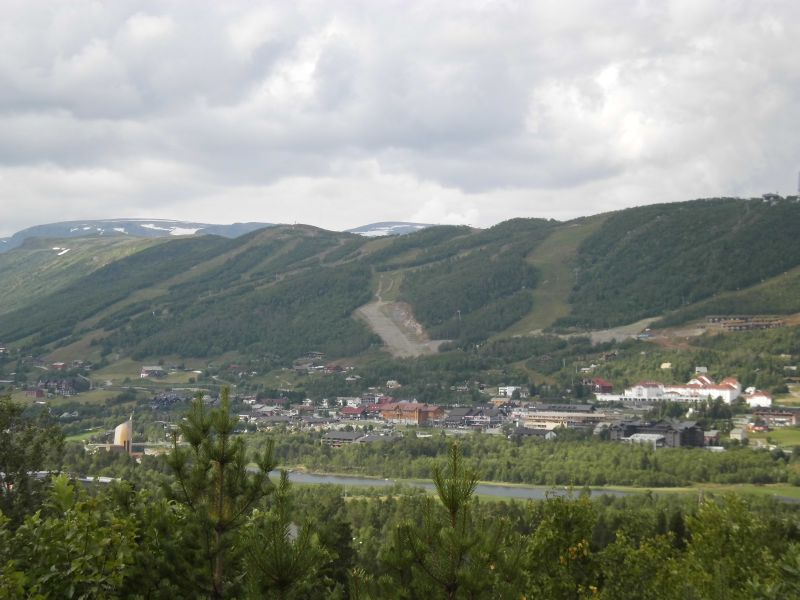
Blick auf Geilo

Die Gemeinde liegt im Nordwesten von Buskerud im Talgebiet des oberen Hallingdal. Hol grenzt an Lærdal im Norden, Ål im Süden und Osten, Nore og Uvdal im Süden, Eidfjord im Südwesten sowie Ulvik und Aurland im Westen. Die Grenze zu den Kommunen Lærdal, Aurdal, Ulvik und Eidfjord stellen dabei zudem die Grenze zwischen den Fylkern Buskerud und Vestland dar. In der Kommune liegen mehrere Seen wie das Strandavatnet, das Ustevatnet sowie das Stolsvatnet. Im östlicheren Gemeindeareal liegt der See Holsfjorden, an dessen Nordufer die Ortschaft Hol liegt. Vom Ustevatnet fließt der Fluss Usteåne Richtung Osten ab, bevor er nahe der Ostgrenze mit dem Abfluss des Sees Holsfjorden die Hallingdalselva bildet. Durch die Kommune ziehen sich mehrere Täler, so etwa die Täler Skurdalen und Sæterdalen.
Die Kommune ist von Bergen geprägt. Über 90 % der Fläche liegt auf einer Höhe von über 900 moh. Der niedrigste Punkt liegt an der Grenze zur Ål in der Hallingdalselva auf etwa 450 moh. Die Erhebung Folarskardnuten stellt mit einer Höhe von 1933,28 moh. den höchsten Punkt der Kommune Hol dar. Der Berg ist Teil des Gebirgskamms Hallingskarvet.

## Einwohner
Die Einwohner leben vor allem in den nördlicheren Gebieten der Haupttäler, oft etwas höher gelegen, da dort am meisten Sonnenschein vorhanden ist. In der Kommune liegen zwei sogenannte Tettsteder, also zwei Ansiedlungen, die für statistische Zwecke als eine städtische Siedlung gewertet werden. Diese sind Hol mit 296 und Geilo mit 2586 Einwohnern (Stand: 1. Januar 2024).
Die Einwohner der Gemeinde werden Holing genannt. Hol hat weder Nynorsk noch Bokmål als offizielle Sprachform, sondern ist in dieser Frage neutral.
| Jahr          | 1986 | 1990 | 1995 | 2000 | 2005 | 2010 | 2015 | 2020 | 2025 |
| ------------- | ---- | ---- | ---- | ---- | ---- | ---- | ---- | ---- | ---- |
| Einwohnerzahl | 4656 | 4726 | 4637 | 4642 | 4557 | 4422 | 4471 | 4441 | 4527 |

## Geschichte

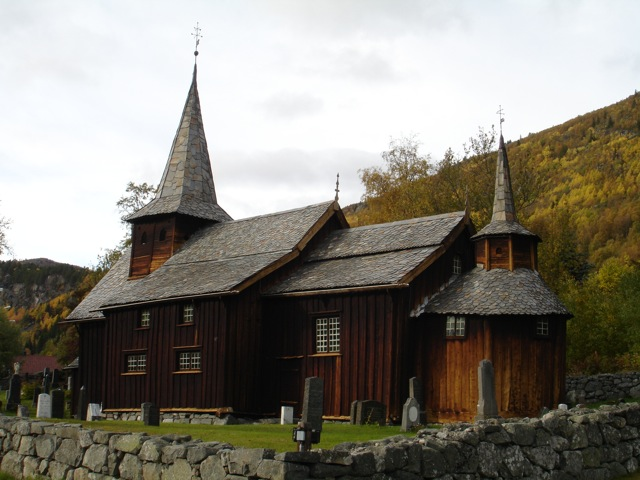
Alte Stabkirche von Hol

Die Kommune wurde zum 1. Januar 1887 gegründet, als Hol mit damals 2184 Einwohnern von Ål abgespalten wurde. Ål verblieb mit 3753 Einwohnern.
Nach der landesweiten Regionalreform gehörte Hol von 2020 bis 2023 zum Fylke Viken.
In der Kommune liegen mehrere Kirchen. Die Hol kyrkje ist eine Holzkirche aus dem Jahr 1924. Die Hol gamle kyrkje ist ebenfalls eine Holzkirche. Sie wurde um 1200 erbaut und hat einen kreuzförmigen Grundriss. Ursprünglich handelte es sich um eine Stabkirche, die im Laufe der Zeit mehrfach umgebaut worden ist. Eine weitere Kirche ist unter anderem die „Kulturkirche“ Geilo kulturkyrkje aus dem Jahr 2010. Sie hat rund 350 Sitzplätze.

## Wirtschaft und Infrastruktur

### Verkehr
Durch die Kommune führt in Ost-West-Richtung der Riksvei 7. Er verläuft im Osten parallel zur Usteåna, dann am Nordufer des Ustevatnet entlang und weiter nach Eidfjord. Nahe dem Zusammenfluss der beiden Quellflüsse der Hallingdalselva zweigt der Fylkesvei 50 in den Nordwesten ab. Die Straße führt am Nordufer des Strandavatnet vorbei und durch den Geiteryggtunnel hindurch und weiter nach Aurdal. Bei Geilo in den Süden zweigt der Fylkesvei 40 in den Süden. Im Osten der Kommune Hol weitgehend parallel zum Riksvei 7 verlaufen die Schienen der Bahnlinie Bergensbanen. Im Westen knickt sie verglichen mit dem Riksvei in den Norden ab. Der Bahnhof in Geilo wurde 1907 eröffnet, als die Bahnstrecke zwischen Bergen und Gulsvik fertiggestellt wurde. Weitere Haltestellen sind Ustaoset und Haugastøl.

### Wirtschaft

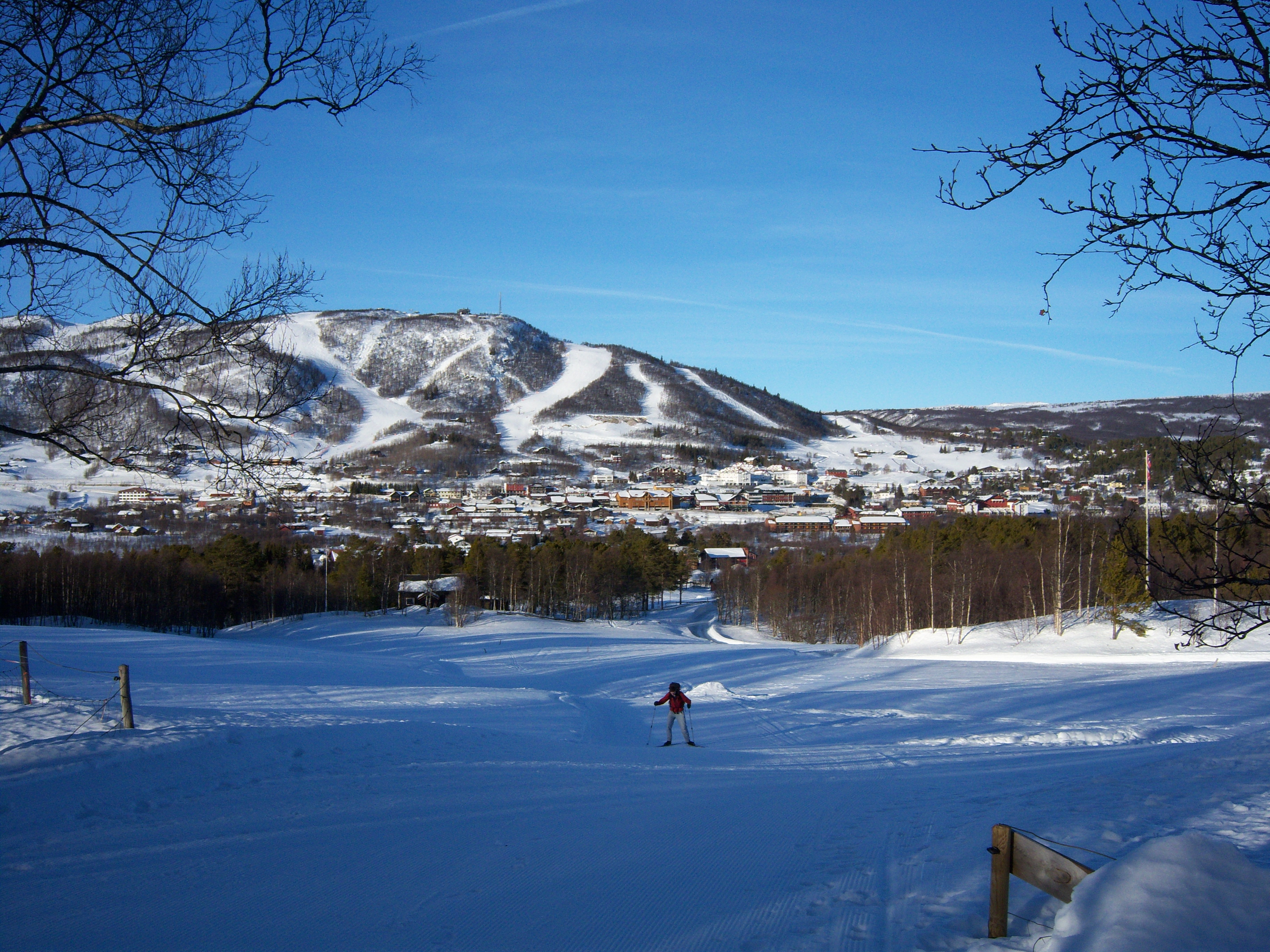
Skigebiet in Geilo

Nur ein eher kleiner Teil der Einwohner arbeitet in der Landwirtschaft und in der Industrie. In der Landwirtschaft sind vor allem die Haltung von Rindern und Schafen verbreitet, in der Industrie hat die Metallindustrie den größten Anteil. Wichtigere Arbeitgeber sind die öffentliche Verwaltung sowie das Handels- und Übernachtungsgewerbe. Der Tourismus hat sein Zentrum in Geilo. Dort gibt es Alpinanlagen und viele Hotels. Des Weiteren liegen in der Kommune viele Hytten. In der Kommune liegen mehrere Wasserkraftwerke. Das 1949 in Betrieb genommene Kraftwerk Hol I (Votna) hatte in den Jahren 1981 bis 2010 eine mittlere Jahresproduktion von etwa 380 GWh. Weitere Kraftwerke sind Hol I (Urunda), Hol II und Hol III. Im Jahr 2020 arbeiteten von etwa 2400 Arbeitstätigen über 1900 in Hol selbst, der Rest verteilt sich auf Kommunen wie Ål, Gol und Oslo.

## Name und Wappen
Das Wappen wurde 1991 bewilligt und zeigt drei silberne Ambosse auf hellblauem Grund. Sie symbolisieren die ehemals zahlreichen Schmieden der Gegend. Hol wurde im Jahr 1423 im Zusammenhang als Hools sokn erwähnt. Der Name leitet sich vom altnordischen Begriff hóll ab, welcher „Hügel“ bedeutet.

## Persönlichkeiten
- Eivind Bolle (1923–2012), Politiker
- Ådne Søndrål (* 1971), Eisschnellläufer
- Håvard Bøkko (* 1987), Eisschnellläufer